# Орвинио
Орвинио (итал. Orvinio) — коммуна в Италии, располагается в регионе Лацио, в провинции Риети.
Население составляет 470 человек (2008 г.), плотность населения составляет 19 чел./км². Занимает площадь 25 км². Почтовый индекс — 2035. Телефонный код — 0765.
Покровителем коммуны почитается святитель Николай Мирликийский, празднование в последнее воскресение августа.

## Демография
Динамика населения:

## Администрация коммуны
- Официальный сайт:

## Известные уроженцы
Вирджилио Брокки, знаменитый писатель, мастер бестселлера